# Jack Egan
Frank Joseph Floyd, znany jako Jack Egan (ur. 27 maja 1878 w Filadelfii, zm. 15 marca 1950 w Drexel Hill) – amerykański bokser.
Wystąpił na letnich igrzyskach olimpijskich w St. Louis w dwóch kategoriach wagowych. W wadze lekkiej po wygraniu z Joe Lydonem i Peterem Sturholdtem przegrał w finale z Harrym Spanjerem. W wadze półśredniej przegrał pierwszą walkę w półfinale z Albertem Youngiem, zdobywając, odpowiednio, srebrny i brązowy medal.
W listopadzie 1905 wyszło na jaw, że prawdziwe nazwisko boksera brzmiało Frank Floyd i że walczył pod pseudonimem. Było to niezgodne z ówczesnymi przepisami i AAU zdecydowała o dyskwalifikacji Floyda i pozbawieniu go medali olimpijskich. Klasyfikacja w obu kategoriach wagowych została odpowiednio zrewidowana.